# Cattedrale dei Santi Pietro e Paolo (Kam"janec'-Podil's'kyj)
La Cattedrale dei Santi Pietro e Paolo è una chiesa della Chiesa cattolica in Ucraina, sita nella città di Kam"janec'-Podil's'kyj. Le funzioni vengono celebrate sia secondo il rito romano sia secondo quello latino. La chiesa è anche la sede della diocesi di Kam"janec'-Podil's'kyj.

## Storia
Le basi dell'attuale edificio risalgono all'edificazione della prima cattedrale in pietra avvenuta nel XVI secolo durante il vescovato di Jakub Buczacki presumibilmente sul terreno di un precedente luogo di culto edificato in legno e risalente al XIV secolo quando, su richiesta di Luigi I d'Ungheria, il papa Gregorio XI autorizzò nel 1375 la nascita della diocesi. Risalgono al periodo tra il 1547 e il 1563 la cappella armena della Madre di Dio e la cappella del Santissimo Sacramento. Inizialmente edificata in stile rinascimentale la chiesa, negli anni tra il 1646 e il 1648 venne rinnovata in stile barocco.
Nel 1672, a seguito dell'occupazione turca del territorio divenne una moschea e vi fu aggiunto un minareto; dopo la riconquista della città tornò dal 1699 ad essere una cattedrale e, a metà del XVIII secolo, subì un nuovo rifacimento in stile tardobarocco.
Con l'avvento dell'Unione Sovietica la chiesa fu dapprima spogliata dei suoi tesori nel 1922 e poi trasformata nel 1936 in un museo. Tornata alla sua funzione di edificio religioso durante l'occupazione tedesca tra il 1941 e e il 1945, divenne poi un museo dell'ateismo per tutto il successivo periodo sovietico. Il 13 giugno 1990 fu infine riconsacrata e il successivo 29 giugno vi venne celebrata la prima messa.